# 茲德拉夫科·克里沃卡皮奇
兹德拉夫科·克里沃卡皮奇（發音：[zdr̩aʋko kr̩iʋokapitɕ]；1958年9月2日—）。蒙特內哥羅機械工程學教授、作家、政治家。2020年12月4日出任蒙特內哥羅政府總理。身兼蒙特內哥羅大學和東薩拉熱窩大學教授，他以一個名爲“我們不會放棄蒙特內哥羅（We won't give up Montenegro）”的這一非政府組織的非黨派人的身份出任政府總理。該組織是在有關教會的法律地位以及其財產的宗教法醖釀之後，作爲支持蒙特內哥羅塞爾維亞東正教會的知識界人設立的，他也是創始人之一。克里沃卡皮奇的政治立場屬於中間偏右、親歐盟、倡導基督教民主、清除腐敗、維護塞爾維亞民族利益，被視爲保守派。
2021年9月5日瓊尼基耶二世就任蒙特內哥羅塞爾維亞東正教大主教之際，總統米洛·久卡諾維奇反對在采蒂涅的修道院舉行就任典禮，而要求典禮轉到別的地方，克里沃卡維奇站在教會的立場上，對久卡諾維奇進行了抨擊，聲稱要對作爲多數派的東正教提供一切必要保證。
2022年2月4日，蒙特內哥羅議會通過對克里沃卡皮奇及其內閣提出的政府不信任案。他留任看守總理至4月。
克里沃卡皮奇和夫人（Jasminka Krivokapić）共有三个兒子、兩個女兒以及一個外孫和一個孫女。